# Fijación oral vol. 1
Albums de Shakira
Live and off the Record
(2004) Oral Fixation Vol. 2
(2005)
Singles
1. La Tortura
Sortie : 15 avril 2005
2. No
Sortie : 7 juillet 2005
3. Día de enero
Sortie : 19 janvier 2006
4. La pared
Sortie : 17 octobre 2006
5. Las de la intuición
Sortie : 13 mai 2007

Après la sortie, en 2001, de Laundry Service, Shakira décide de faire un album en deux volumes, l'un en espagnol, Fijación oral volumen 1, et l'autre en anglais Oral Fixation Vol. 2. L'édition spéciale où sont réunis les deux volumes contient aussi un DVD sur lequel se trouve une discussion entre Shakira et Alejandro Sanz (qui tient la caméra), une interview de Shakira expliquant la naissance de cet album (ces deux documentaires se déroulent aux Bahamas, chez elle)[réf. nécessaire], les clips vidéo de La Tortura, No, Hips Don't Lie, Dia de Enero ainsi que Costumes Make the Clown, Illegal, et La Tortura en MTV 5 Star Live Performance.

## Titres
1. En Tus Pupilas
2. La Pared
3. La Tortura (feat. Alejandro Sanz)
4. Obtener Un Sí
5. Día Especial (feat. Gustavo Cerati)
6. Escondite Inglés
7. No
8. Las de la Intuición
9. Día de Enero
10. Lo Imprescindible
11. La Pared [Versión Acústica]
12. La Tortura (feat. Alejandro Sanz) [Shaketon Remix]

## Singles
1. La Tortura (feat. Alejandro Sanz)
2. No
3. Día de enero
(Amérique latine)
4. La Pared 
5. Las de la Intuición
(Espagne)

## Sources et références
1. ↑  http://musique.fnac.com/a1904778/Shakira-Fijacion-oral-Oral-fixation-Inclus-DVD-bonus-CD-album?Mn=-1&Mu=-13&Ra=-28&To=0&Nu=2&Fr=0 Article sur la réédition contenant les deux volumes et un DVD